# Estados de la Antigua China

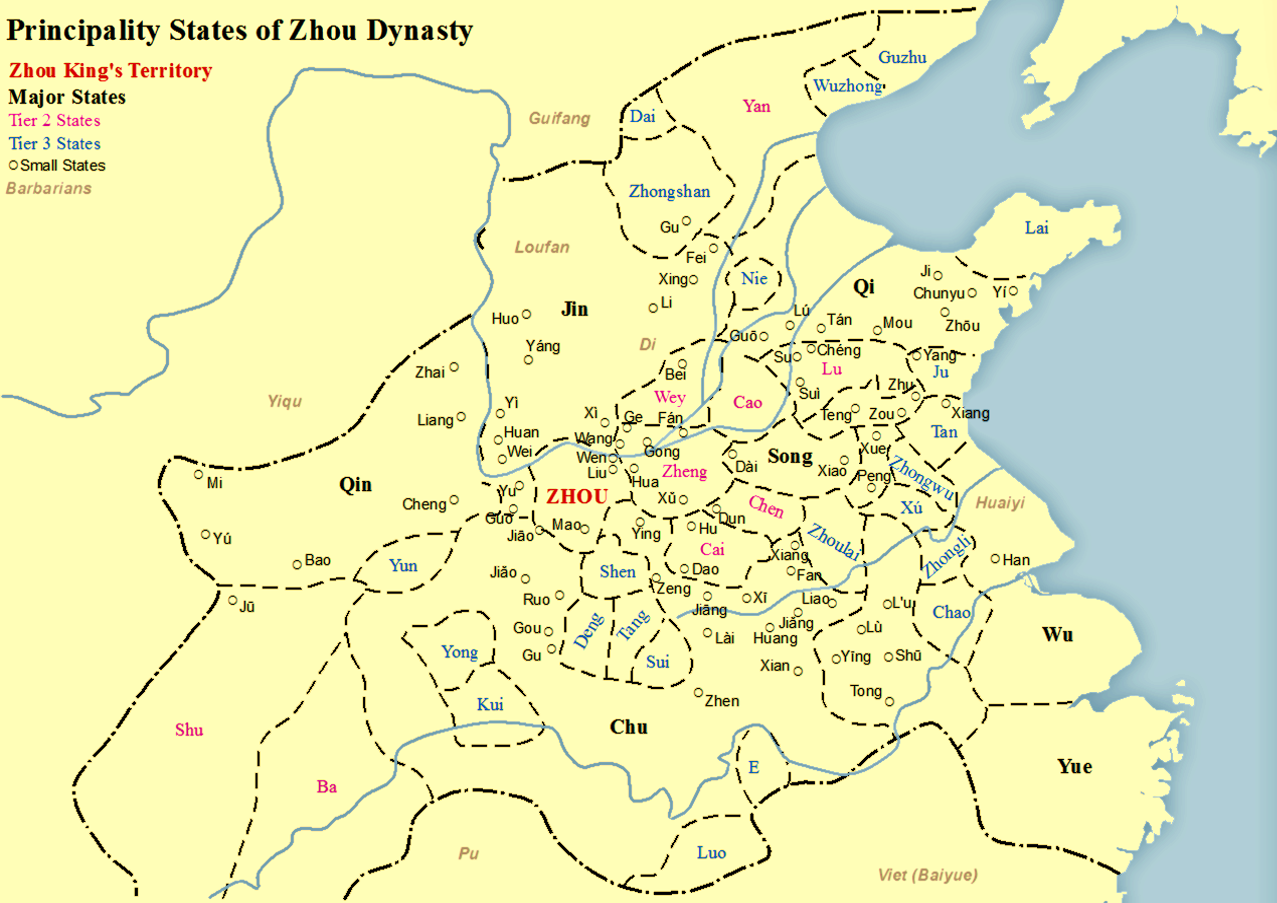
Mapa mostrando los estados de la dinastía Zhou.

Los conocidos como estados de la Antigua China o estados chinos antiguos (en chino tradicional, 諸侯; en chino simplificado, 诸侯; pinyin, Zhūhóu; Wade-Giles, chu1hou2) eran los antiguos estados existentes en la actual China antes de su unificación por Qin Shi Huang en el año 221 a. C. Tenían tamaños muy diferentes, que iban desde pequeñas ciudades hasta otros con grandes territorios, y se trataban de estados vasallos caracterizados por rendir homenaje al gobernante de la dinastía Zhou (1046-256 a. C.). Conocidos como Zhuhou (諸侯/诸侯), los estados independientes o feudos volverían a surgir como recurso político durante las dinastías más tardías.

## Antecedentes e introducción
De acuerdo con el punto de vista sinocéntrico y el Mandato del Cielo, China era el centro del mundo y el emperador titular su único gobernante; todos los demás aspirantes a potentados y gobernantes no eran más que vasallos del Imperio Medio o Zhōngguó (中國/中国). Como resultado, desde los primeros tiempos los chinos veían el mundo como una serie de esferas concéntricas de influencia que emanaban hacia el exterior desde su capital. En el círculo más cercano estaban los estados vasallos que prometían lealtad al mandato de Zhou. Aparte de Zhou mismo, que ocupaba el territorio en torno a su capital, cada estado llevaba el sufijo Guó (國/国) que significa estado o nación. De los más o menos 150 estados, algunos eran poco más que una pequeña ciudad fortificada o ciudad, mientras que otros poseían una capital, así como otras zonas urbanas y grandes cantidades de territorio bajo su control.

## Historia

### Dinastía Zhou del Oeste (1046–770 a.C.)
Tras el derrocamiento de la dinastía Shang en 1046 a. C., los primeros reyes hicieron concesiones de tierras a varios familiares y descendientes, algunos de las cuales se convertirían en hereditarias. Estos enfeudamientos fueron acompañados por un título de acuerdo con las Cinco Órdenes de la Nobleza (五等爵位), siendo sólo el gobernante Zhou el que llevaba el título de rey o Wáng (王). Junto con las tierras y el título, tenían la responsabilidad de apoyar al rey Zhou durante una emergencia y rendir homenaje ritual a los antepasados Zhou. En el valle del río Amarillo occidental, de los antiguos estados vasallos, el estado de Cai fue fundado a raíz de una concesión de terrenos por parte del primer rey Zhou a su hermano menor. Otros estados fundados en esa época fueron Cao, Yan, Lu, Wei y Zheng. El central estado de Song fue creado como una cesión de tierra al rey de la antigua dinastía Shang. En la periferia, los estados Jin, Chen y Qi en el norte y noreste, tenían más espacio para expandirse y llegaron a ser estados bastante grandes. En ese momento, Qin en el oeste, Chu, en el sur, y Wu y Yue, en el este, fueron considerados incivilizados o "bárbaros" y por lo tanto no optaron al vasallaje. En el extremo oeste, los territorio de Shu y Ba, en la cuenca de Sichuan, desarrollaron sus propias culturas y no fueron considerados "chinos". Alrededor de las fronteras de los principales estados había muchas entidades más pequeñas que, con el tiempo, serían absorbidas por sus vecinos más grandes.

### Periodo de las Primaveras y Otoños (770-476 a.C.)
Después de un ataque de los nómadas quanrong, aliados con varios estados vasallos como Shen y Zheng, el gobernante Zhou, el rey You, fue asesinado en su palacio de Haojing. Su hijo huyó hacia el este y fue entronizado por los líderes de varios estados vasallos como el rey Ping de Zhou. Así empezó la dinastía Zhou del Este, cuando fue construida una nueva capital en Luoyi (洛邑), la moderna Luoyang. Dado que el territorio alrededor de la ciudad estaba restringido debido a la existencia de otros estados, incluyendo a que estaban establecidos ya en la zona los Han y Wei, era imposible que los Zhou expandiesen su territorio, un factor que cada vez fue más importante como mecanismo de supervivencia de los pequeños estados. Continuaron surgiendo nuevos estados mientras Chu era en esa etapa un vasallo meridional de gran alcance, habiéndose sacudido a imagen de "bárbaro", al igual que Qin en el oeste.
Entre los siglos VII y VI, un poder equilibrado de cuatro potencias, surgió entre Qin (oeste), Jin (centro-oeste), Chu (sur) y Qi (este), mientras que un número de estados más pequeños seguían existiendo entre Jin y Qi. El estado de Deng fue derrocado por Chu en 678 a. C., seguido por la anexión del estado de Hua en el año 627 a. C. por Qin, estableciendo una pauta que poco a poco fue eliminando todos los estados más pequeños. Hacia el final del [período de las Primaveras y Otoños las guerras entre los estados eran cada vez más comunes y se desarrolló un patrón de alianzas entre los más poderosos gobernantes .

### Hegemonías
A medida que se debilitó el poder del rey Zhou, el período de las Primaveras y Otoños vio el surgimiento de potencias hegemónicas (en chino, 霸; pinyin, Bà; Wade-Giles, Pa4) que tenían poder sobre todos los otros estados vasallos para formar ejércitos y atacar a los enemigos comunes. También se celebraron reuniones entre las hegemonía actuales y los gobernantes de los estados vasallos, donde se llevaron a cabo ceremonias rituales que incluían tomas de posesión y juramentos de lealtad al actual rey Zhou y entre sí.

### Periodo de los Reinos Combatientes (476–221 a.C.)
En 704 a. C., el líder del estado Chu, Xiong Tong (熊通), fue el primer gobernante vasallo que se declaró a sí mismo como igual al gobernante Zhou, cuando adoptó el título de rey Wu de Chu. Todos los estados siguieron el ejemplo poco a poco hasta que el gobierno Zhou colapsó finalmente en el año 256 a. C.. Continuaron emergiendo estados como en el caso de Zhongshan, en el norte, que fue establecido por los nómadas Bai di (白翟) en el siglo V a. C. y que duraría hasta el 295 a. C..
Alrededor del año 300 a. C., se mantenían sólo siete estados: Chu, Han, Qi, Qin, Yan, Wei y Zhao. Algunos de estos estados construyeron murallas de tierra apisonada a lo largo de sus fronteras para protegerse tanto de los otros estados como de las incursiones de las tribus nómadas, como los quanrong y xiongnu. Los estados más pequeños, como Zheng y Song, fueron absorbidos por sus vecinos más poderosos. Los estados "no chinos" de Ba y Shu fueron conquistados por Qin en 316 a. C..

### Qin (221a.C–206 a.C.)
Después de la unificación de China en el año 221 a. C., el primer emperador Qin Shi Huang eliminó los títulos nobiliarios que no se ajustaban a su sistema de gobierno legalista, pensado más en el mérito en vez de los privilegios de nacimiento. Obligó a todos los líderes vasallos a asistir a la capital, donde se apoderó de sus estados y los convirtió en distritos administrativos clasificados como encomiendas o condados en función de su tamaño. Los funcionarios que dirigían los nuevos distritos fueron seleccionados por sus méritos y no por lazos familiares.

### Dinastía Han (206 a.C.–220 d.C.)
En los primeros años de la dinastía Han, las encomiendas establecidas durante la dinastía Qin, se convirtieron una vez más en estados vasallos en todo excepto en el nombre. El emperador Gaozu de Han (gobierno, 202-195) concedió territorios virtualmente autónomos a sus familiares y a algunos pocos generales con destrezas militares Con el tiempo, estos estados vasallos crecieron en poder y supusieron una amenaza para el gobernante. Finalmente, durante el reinado del emperador Jing de Han (gobierno, 156-141 a. C.), su asesor político Chao Cuo recomendó la abolición de todos los feudos, una acción que condujo a la rebelión de los siete estados en el año 154 a. C.. El rey del estado de Wu, Liu Bi (劉濞) fue el primero en rebelarse y fue seguido por los gobernantes de los seis estados restantes. La rebelión duró tres meses hasta que finalmente fue sofocada. Más tarde, el emperador Wu de Han debilitó aún más el poder de los estados vasallos, al eliminar muchos feudos y restaurar el control central sobre las prefecturas y condados.